# Liste der Monuments historiques in Laval-en-Brie
Die Liste der Monuments historiques in Laval-en-Brie führt die Monuments historiques in der französischen Gemeinde Laval-en-Brie auf.

## Liste der Bauwerke
| Bezeichnung       | Beschreibung | Standort | Kennzeichnung | Schutzstatus | Datum | Bild           |
| ----------------- | ------------ | -------- | ------------- | ------------ | ----- | -------------- |
| Kirche St-Laurent |              | (Lage)   | PA00087056    | Classé       | 1908  | weitere Bilder |

## Liste der Objekte

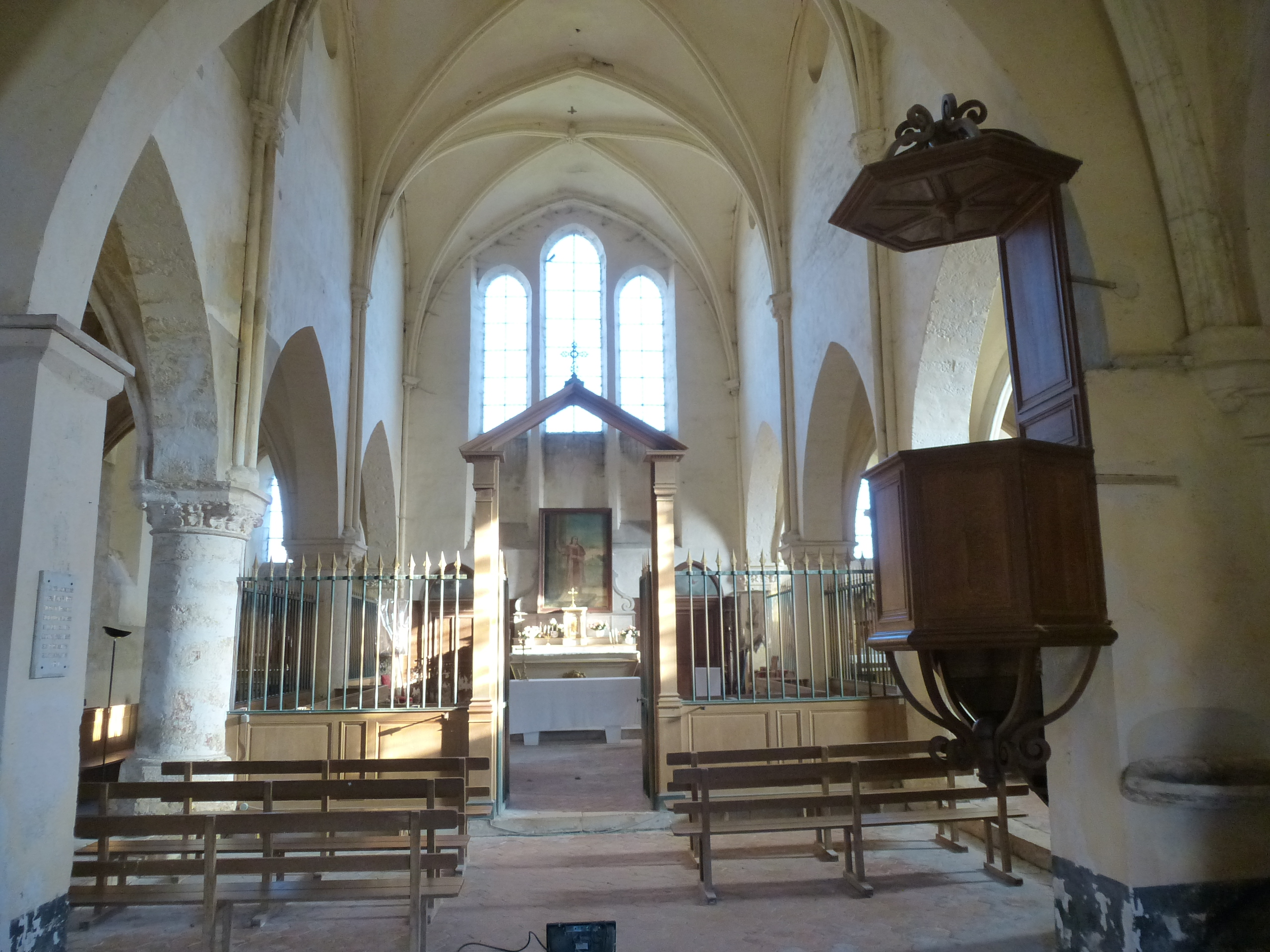
Innenansicht der Kirche St-Laurent

Zum Verständnis siehe: Kirchenausstattung
- Monuments historiques (Objekte) in Laval-en-Brie in der Base Palissy des französischen Kultusministeriums